# Urteilsheuristik
Eine Urteilsheuristik ist eine Heuristik (überschlägige Denkweise), um schnell zu einer Entscheidung zu gelangen.
In vielen Situationen ist es nicht möglich oder äußerst aufwändig, sämtliche Alternativen zu recherchieren und dann rational abzuwägen. Stattdessen bedienen wir uns häufig einer Urteilsheuristik, von denen viele besonders von Daniel Kahneman und Amos Tversky wissenschaftlich untersucht wurden. Die Formulierung dieser spezifischen Heuristiken wurden jedoch auch scharf als vage kritisiert. Diese spezifischen Heuristiken haben zwar die Forschung wesentlich inspiriert, sie sind aber auch weiterhin hochgradig umstritten.
Urteilsheuristiken gehören zu den automatischen Denkprozessen und laufen daher unbewusst, absichtslos, unwillkürlich und mühelos ab. Diese Art zu denken wird nur unterbrochen und von kontrolliertem Denken abgelöst, wenn der Gegenstand überschwellig starke Aufmerksamkeit erregt. Kontrolliertes Denken ist das bewusste, absichtliche, freiwillige, aufwändige Denken. Außerdem werden Urteilsheuristiken eingesetzt, wenn man kontrolliert denken möchte, aber wegen Übermüdung, Störung, Ablenkung und Ähnlichem nicht dazu in der Lage ist.

## Beispiele
Zu den klassischen Urteilsheuristiken gehören die Verfügbarkeitsheuristik, die Repräsentativitätsheuristik, die Ankerheuristik sowie die Rekognitionsheuristik.
Auch der Attributionsfehler und die Illusorische Korrelation sind Resultate von Urteilsheuristiken. Auch Stimmungen und Gefühle können als Urteilsheuristik genutzt werden (Affektheuristik).